# Diego de Almagro (Chile)
Diego de Almagro es una ciudad y comuna chilena del Norte de Chile, en la provincia de Chañaral, Región de Atacama. Se sitúa a 70 km al este de la ciudad de Chañaral (capital provincial) y a 149 km al norte de Copiapó (capital regional). La ciudad debe su nombre al conquistador español Diego de Almagro.
La superficie total de la comuna de Diego de Almagro es de 18.664 km². Su población, mayoritariamente urbana, alcanza los 13.925 habitantes (según el censo de 2017).

## Historia
Aparentemente, la ciudad nació producto de la explotación de la mina Tres Gracias en el siglo XVII. Anteriormente, fue conocida con el nombre de Pueblo Hundido, que se convirtió en el nudo ferroviario más importante del norte del país, pues a principios del siglo XX fue estación terminal de los Ferrocarriles del Estado y, en 1914, se completó el Longitudinal Norte, también llamado "longino".
El geógrafo chileno, Luis Risopatrón lo describe como una ‘aldea’ en su libro Diccionario Jeográfico de Chile en el año 1924:: 704 

Pueblo Hundido (Aldea) 26° 24' 70° 04' Es de corto caserío, cuenta con servicio de correos i estación de ferrocarril i se encuentra en el cauce de la quebrada de El Salado, a 790 m de altitud; está rodeada de un pequeño huerto i alfalfal, regado con el agua salobre, que brota al pié de una barranca, en medio de un estenso llano de arena i greda, la que se recoje por largos fosos de un par de metros de hondura i se utilizaba también en un establecimiento metalúrjico.

### Creación de la comuna
La comuna de Pueblo Hundido nació oficialmente el 19 de agosto de 1972, bajo el gobierno de Salvador Allende. Su primer alcalde fue Florencio Vargas Díaz (PS). El 13 de abril de 1977, el nombre de la comuna fue oficialmente sustituido por el de «Diego de Almagro».
En marzo de 2015 la comuna fue abatida por un temporal que afectó desde Antofagasta hasta Coquimbo, con la consecuente crecida y desborde del Río Salado, deslizamientos de tierra, personas aisladas por cortes de rutas, viviendas destruidas, personas damnificadas y desaparecidas, cortes de energía eléctrica y de fibra óptica. La presidenta Michelle Bachelet declaró estado de excepción constitucional en toda la región de Atacama, por lo que las Fuerzas Armadas tomaron el control de la zona.

## Medio ambiente

### Geomorfología y componentes abióticos

Trazado simplificado de los ecosistemas y cuerpos de agua presentes en la comuna de Diego de Almagro.

La comuna de Diego de Almagro se encuentra emplazada en las unidades geomorfológicas de Pediplanos, glacis y piedemont, Pampa ondulada o austral, Cordillera prealtiplanica, Cordillera de la costa, Gran fosa prealtiplanica, Llanos de sedimentación fluvial o aluvional y Precordillera de Domeyko; y presenta según la clasificación climática de Köppen clima de tundra (ET), clima de tundra de lluvia estival (ET (w)), clima de tundra de lluvia invernal (ET (s)), clima desértico cálido (BWh), clima desértico cálido de lluvia invernal (BWh (s)), clima desértico frío (BWk), clima desértico frío de lluvia invernal (BWk (s)), clima semiárido (BSk), clima semiárido de lluvia estival (BSk (w)) y clima semiárido de lluvia invernal (BSk (s)). Esta además se halla entre las cuencas hidrográficas de Costeras e Islas entre el Río Salado y el río Copiapó, Costeras entre la Quebrada la Negra y Quebrada Pan de Azúcar, Costeras de la Quebrada Pan de Azúcar y Río Salado, Endorreicas entre Frontera y Vertiente del Pacífico, Endorreicas entre el salar de Atacama y Vertiente del Pacífico, río Copiapó y Río Salado. Además, la comuna posee diversos cuerpos de agua, entre los que se destacan la laguna Bravas, laguna de Eulogio, laguna de las Parinas, laguna del Jilguero, laguna Escondida, salar de Pedernales, salar de Piedra Grande y salar de Piedra Parada, río Juncalito, río Las Trancas y río Vega Ancha; y salar Agua Amarga, salar de Aguilar, salar de Azufrera, salar de Gorbea, salar de Infieles, salar de la Isla, salar de las Parinas, salar de Pedernales, salar de Piedra Grande, salar de Piedra Parada, salar Grande y salar Ignorado.

### Componentes bióticos
Dentro del territorio de la comuna se pueden hallar los siguientes ecosistemas:
- Herbazal tropical-mediterráneo andino donde predomina Chaetanthera sphaeroidalis (Vulnerable)
- Matorral bajo desértico tropical interior donde predominan Adesmia atacamensis y Cistanthe salsoloides (Preocupación menor)
- Matorral bajo desértico tropical interior donde predominan Nolana leptophylla y Cistanthe salsoloides (Preocupación menor)
- Matorral bajo desértico tropical-mediterráneo andino donde predomina Atriplex imbricata (Vulnerable)
- Matorral bajo tropical andino donde predominan Adesmia frigida y Stipa frigida (Vulnerable)
- Matorral bajo tropical andino donde predominan Fabiana bryoides y Parastrephia quadrangularis (Vulnerable)
- Matorral bajo tropical andino donde predominan Mulinum crassifolium y Urbania pappigera (Vulnerable)
- Matorral bajo tropical-mediterráneo andino donde predominan Adesmia hystrix y Ephedra breana (Preocupación menor)
- Matorral bajo tropical-mediterráneo andino donde predominan Adesmia subterranea y Adesmia echinus (Vulnerable)
- Matorral desértico mediterráneo interior donde predominan Oxyphyllum ulicinum y Gymnophyton foliosum (Preocupación menor)
- Matorral desértico mediterráneo interior donde predominan Skytanthus acutus y Atriplex deserticola (Preocupación menor)
- Matorral desértico tropical interior donde predominan Huidobria chilensis y Nolana leptophylla (Preocupación menor)
- Zonas geográficas hinóspitas sin vegetación (Sin información)

### Medidas de protección ambiental y conflictos socioambientales
La comuna posee un alto valor ambiental, sobre todo en el sector altiplánico y dentro de la Cordillera de Domeyko, que la atraviesa en sentido norte-sur. Dentro del territorio se encuentran una decena de salares, con diferentes dimensiones, y características propias. El más septentrional corresponde al Salar de Gorbea, en cuya superficie es posible encontrar un intenso color amarillo debido al azufre que emerge desde el cordón volcánico ubicado al oriente de este. Otros cuerpos salares importantes son el de Pedernales, Grande, de Infieles, Piedra Parada o Agua Amarga.
Dentro de la cordillera de Domeyko, se generan ecosistemas únicos conocidos como los Sistemas Vegetacionales Azonales Hídricos Terrestres, o SVAHT, descritos por el Servicio Agrícola y Ganadero como ecosistemas con una rica diversidad biológica y de gran importancia para los sistemas productivos de las comunidades locales. En la comuna lo conforman humedales y fondos de quebradas dentro de un ambiente desértico de altura. El pueblo colla utiliza estos territorios para realizar transhumancia y pastoreo de verano.
Hasta 2022, la comuna de Diego de Almagro cuenta con las siguientes zonas que cuentan con algún nivel de protección ambiental:
- El Jardín (Sitios ERB)[17]
- El Pingo (Sitios ERB)[18]
- Finca Chañaral (Sitios ERB)[19]
- Los Juanitos (Sitios ERB)[20]
- Quebrada Doña Inés (Sitios ERB)[21]
- Río Salado (Sitios ERB)[22]
- salar de Pedernales y sus alrededores (Sitios Ley 19.300)[23]

## Demografía

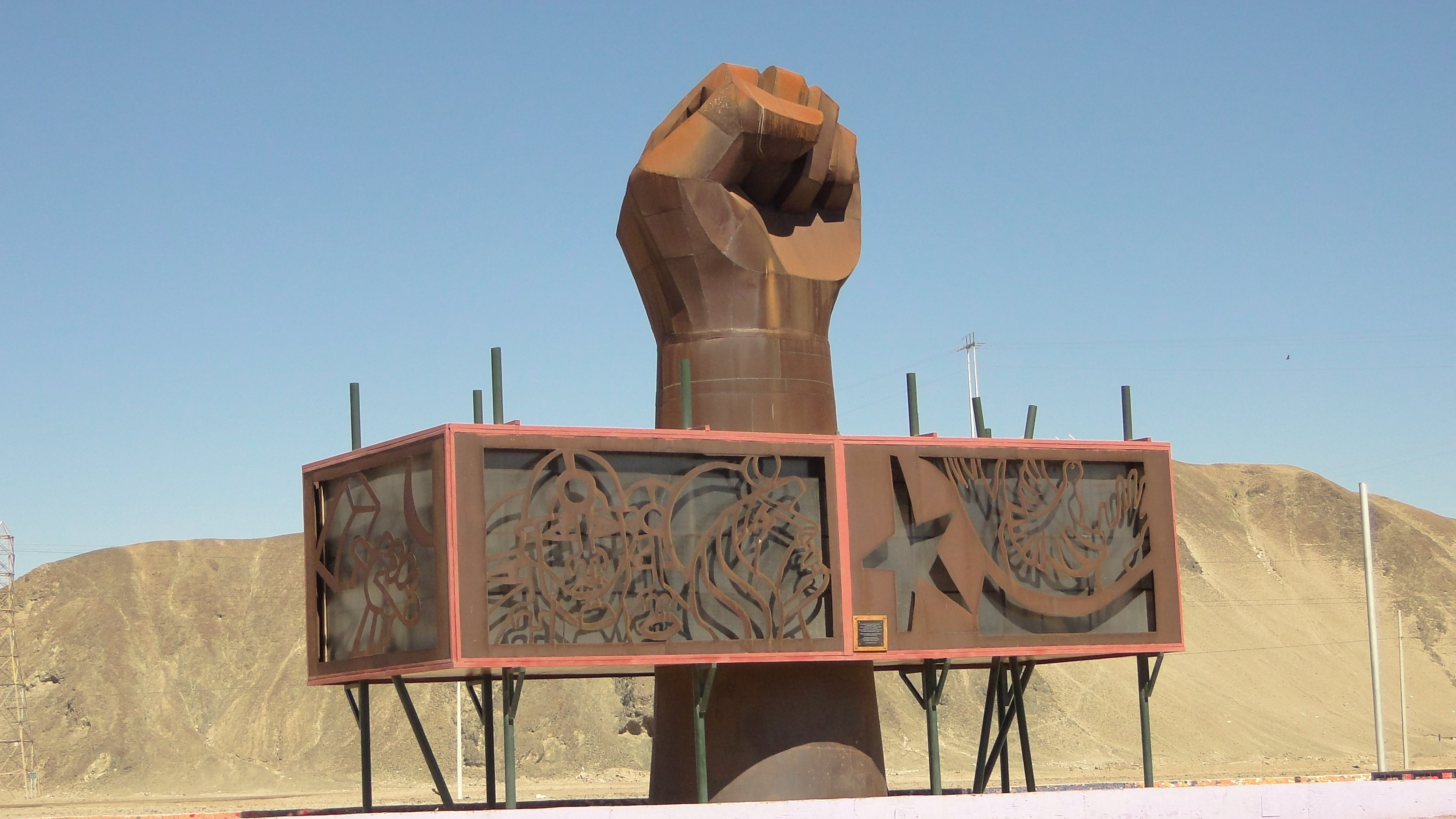
Monumento a los trabajadores.

Según estimaciones del Instituto Nacional de Estadísticas de Chile, la comuna de Diego de Almagro tiene una población total de aproximadamente 14,137 habitantes. Esta cifra es una pequeña fracción del total nacional, que asciende a más de 19 millones de personas. En términos de distribución de género en la comuna, el 49.15% de la población es femenina, mientras que el 50.85% es masculina.

### Localidades
La comuna de Diego de Almagro alberga las ciudades de El Salvador y Diego de Almagro; el pueblo Portal del Inca; la aldea Inca de Oro; los caseríos Llanta, Encanche y Potrerillos.

## Administración

### Municipalidad

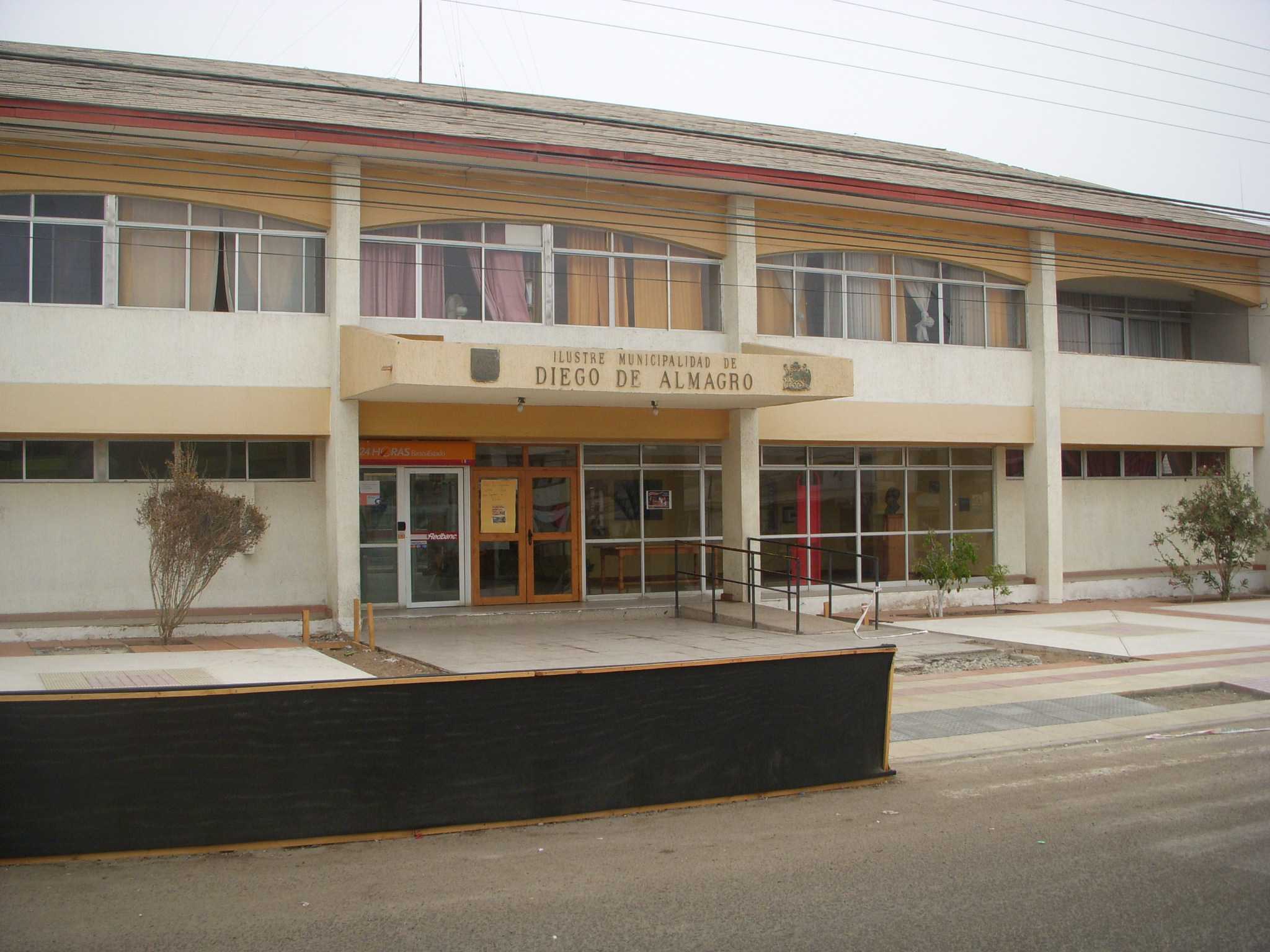
Edificio de la Municipalidad.

La Ilustre Municipalidad de Diego de Almagro es dirigida por el alcalde Mario Araya Rojas (RN), el cual es asesorado por los concejales:
- Juan Pablo Astudillo Robles (PC)
- Hugo Rodríguez Castillo (PC)
- Jorge Campos Espinoza (PC)
- Freddy Rubina Navea (PS)
- Mauricio Rivera Carvajal (CS)
- Víctor Gaytán Morales (RN)

### Representación parlamentaria
Diego de Almagro integra el Distrito Electoral n.º 4 y pertenece a la 4.ª Circunscripción Senatorial. De acuerdo a los resultados de las elecciones parlamentarias, la comuna es representada por los diputados Juan Santana (PS), Daniella Cicardini (PS), Nicolás Noman (UDI), Sofía Cid (RN) y Jaime Mulet (FREVS). A su vez, es representada en el Senado por los senadores Yasna Provoste (DC) y Rafael Prohens (RN).

## Economía

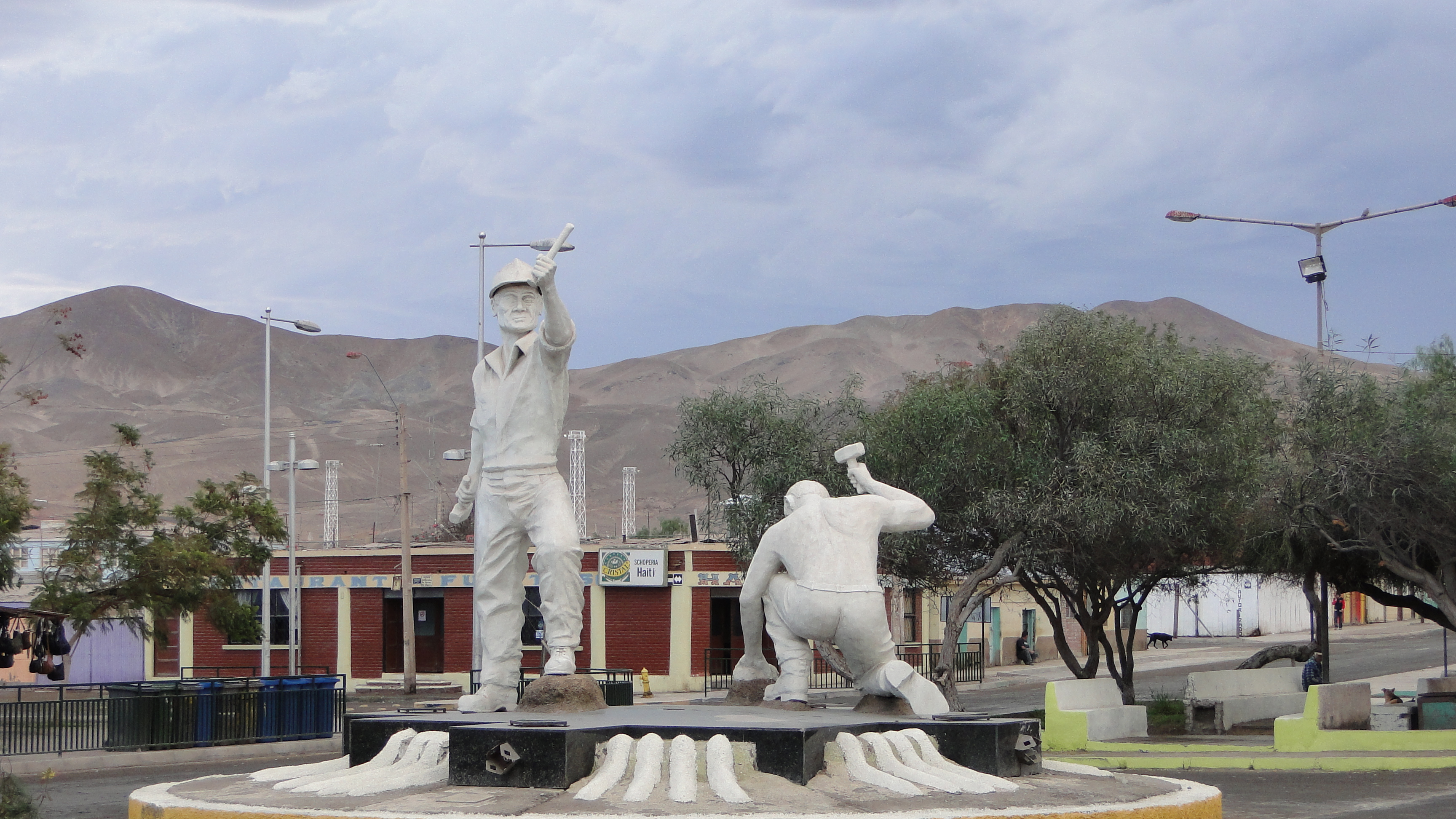
Monumento a los Mineros.

En 2018, la cantidad de empresas registradas en Diego de Almagro fue de 127. El Índice de Complejidad Económica (ECI) en el mismo año fue de -0,64, mientras que las actividades económicas con mayor índice de Ventaja Comparativa Revelada (RCA) fueron Actividades de Museos y Preservación de Lugares y Edificios Históricos (126,82), Isapres (122,4) y Venta al por Menor de Productos Medicinales (86,49).

### Energías renovables
El área comunal posee un alto potencial para la generación de energía solar. En consecuencia, en noviembre de 2013 comenzó la construcción del parque solar Diego de Almagro, de propiedad de la compañía italiana Enel Green Power. En enero de 2015 fue inaugurado en la comuna el Parque Solar PV Salvador. Asimismo, se ha visto un incremento en el autoconsumo fotovoltaico en viviendas y establecimientos públicos, fomentado a través de la Ley 20.571 de Generación Ciudadana, aportando así a la producción de energías renovables en Chile.

## Medios de comunicación

### Radioemisoras
FM
- 88.9 MHz - Súbela Radio
- 93.1 MHz - Festiva
- 94.3 MHz - Almeyda
- 95.1 MHz - Radio Nuevo Mundo
- 96.1 MHz - Radio RT
- 97.1 MHz - Nostálgica
- 98.3 MHz - Bahía Radio